# Лафкадіо Герн
Лафка́діо Герн (Патрік Лефкадіо Кассіматі Чарлз Герн, англ. Patrick Lefcadio Kassimati Charles Hearn, Патрикьос Лефкадьос Герн, грец. Πατρίκιος Λευκάδιος Χερν, також Коїдзумі Якумо (яп. 小泉 八雲); 27 червня 1850, Лефкас (Лефкада) — 26 вересня 1904, Токіо) — ірландсько-американський письменник, перекладач, сходознавець, фахівець з японської літератури.

## Біографія
Лафкадіо Герн народився 1850 року на острові Лефкада. Його батько Чарлз Буш Герн перебував на острові як британський військовий лікар; матір'ю Лефкадіо Герна була гречанка Роза Тессіма. Коли Лафкадіо виповинлося два роки, батько перевіз сина разом з його матір'ю до Дубліна до його двоюрідної бабусі. Матір Лафкадіо почувалася в Ірландії такою нещасливою, що невдовзі після переїзду вона покинуло свого сина і родину й безслідно зникла. Батько Лафкадіо Герна 1866 року по дорозі до Індії помер від малярії.

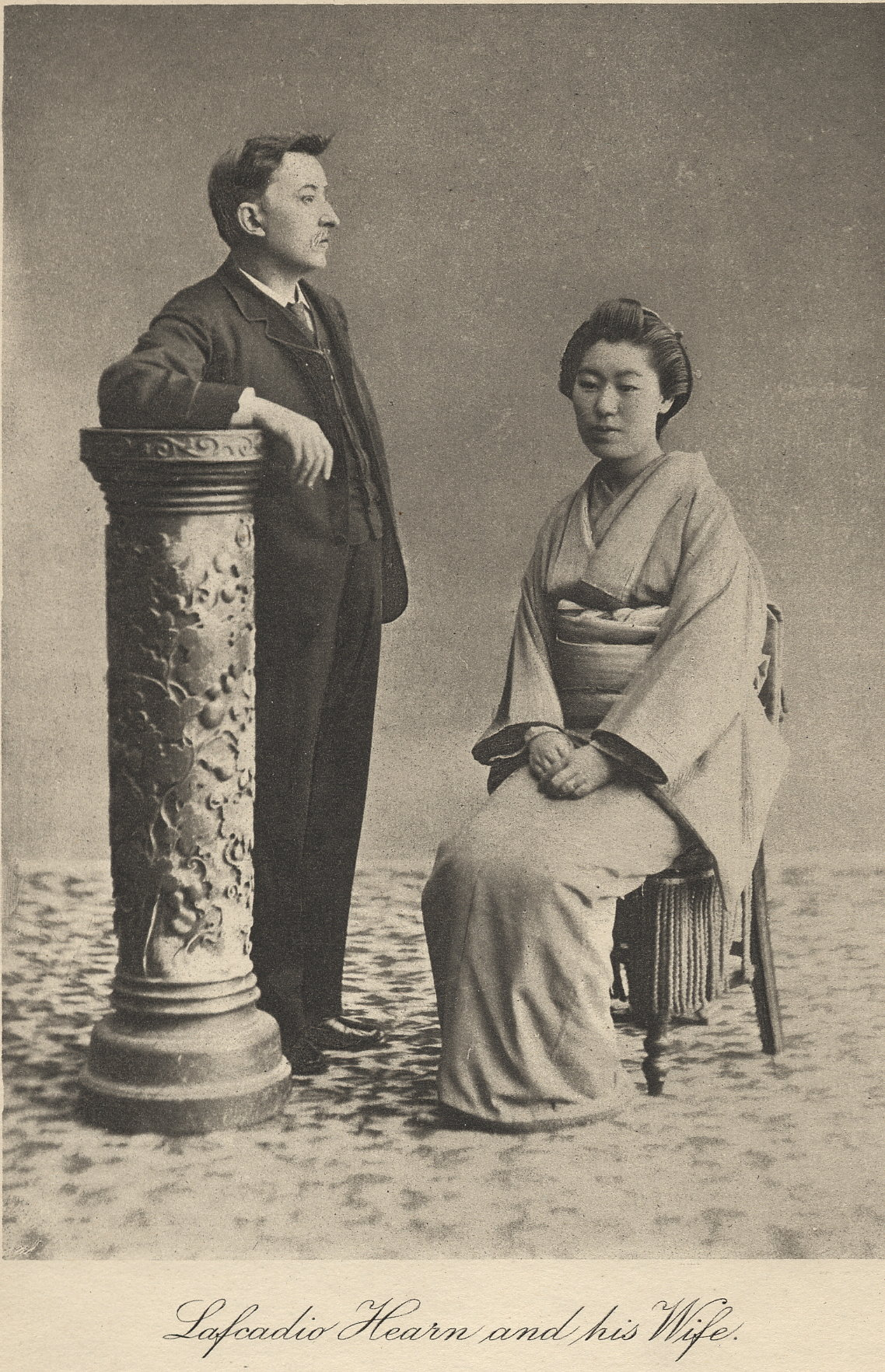
Коїдзумі Якумо і його дружина

1863 року Лафкадіо віддали у коледж Святого Кутберта (графство Дарем, Англія). Проте через брак грошей він міг лише спорадично відвідувати школу. У школі внаслідок нещасного випадку він осліп на одне око, зір на іншому оці погіршився через перенапруження. Лафкадіо був дуже сором'язливою та чутливою дитиною. Через сліпоту він вважав себе негарним. У 1866—1867 роки завдяки невеликій стипендії він відвідував католицьку школу в Лондоні. 1869 року його двоюрідна бабуся оплатила йому переїзд на пароплаві у США.
До 1874 року Герн працював у друкарні в місті Цинциннаті, там він пройшов навчання на друкаря. В ті роки Герн познайомився з творами Гюстава Флобера і Шарля Бодлера, які справили на нього велике враження. 1874 одружився з Алатеєю Фолі, те, що вона була чорношкірою, викликало скандал: змішані шлюби в США були на той час заборонені. Згодом з дружиною розійшовся. До сорока років став досить відомим та популярним у США журналістом. 1877 року Герн переїхав у Новий Орлеан, де взявся за журналістську діяльність, водночас він почав перекладати з французької та іспанської.
Якийсь час Герн працював журналістом у Нью-Йорку. Проте це місто було для нього надто неспокійним, тож 1890 року він вирішив поїхати в Японію. Він прибуває в Йокогаму на запрошення свого друга, який був на посаді посла. Спершу працює журналістом для англомовних видань. Після кількох місяців перебування в Йокогамі Герну вдалося влашуватися на посаду вчителя іноземних мов у місті Мацуе. Проте невдовзі він захворів. За сприяння одного зі своїх японських друзів Герн одружився з дочкою зубожілого самурая Сецу Коїдзумі на подяку за догляд за ним під час хвороби. У подружжя народилася одна дочка та троє синів. Під час церемонії одруження Герн взяв собі японське ім'я Коїдзумі Якумо. 1895 року він одержав японське громадянство, що зокрема означало, що він вже не має права на дуже високу зарплатню, що їх платили іноземним фахівцям, і має задовольнитися звичайною зарплатнею японського вчителя. Після того він ще рік пропрацював у Мацуе.
1896 року відомий японознавець Безіл Голл Чемберлен допоміг Герну отримати посаду професора англійської літератури в Токійському імператорському університеті.
26 вересня 1904 року Лафкадіо Герн помер від інфаркту. Він похований на відомому цвинтарі Дзосігая в районі Тосіма, Токіо.

## Твори

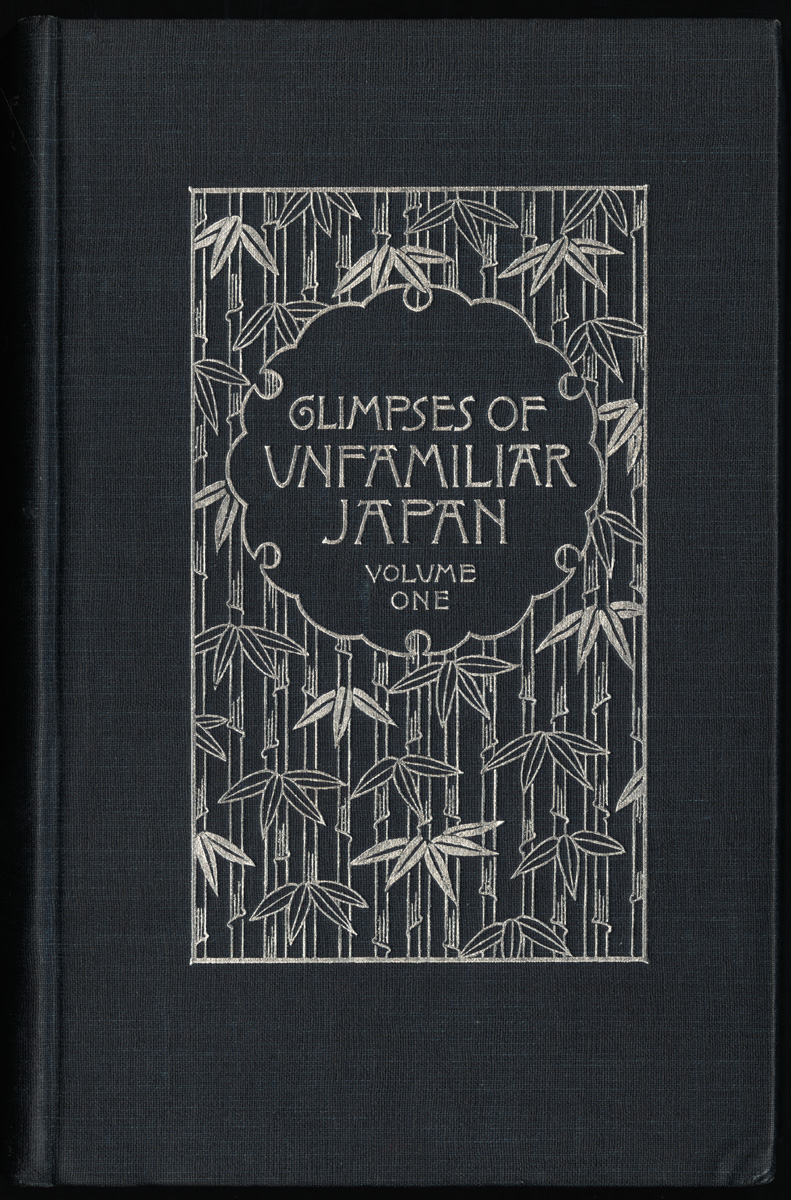
Видання Герна Glimpses of Unfamiliar Japan, 1895

### Видання на японську тематику
Джерело:
- Glimpses of Unfamiliar Japan (1894)
- Out of the East: Reveries and Studies in New Japan (1895)
- Kokoro: Hints and Echoes of Japanese Inner Life (1896)
- Gleanings in Buddha-Fields: Studies of Hand and Soul in the Far East [Архівовано 2 серпня 2019 у Wayback Machine.] (1897)
- The Boy who Drew Cats, (1897)
- Exotics and Retrospectives (1898)
- Japanese Fairy Tales (1898, and sequels)
- In Ghostly Japan [Архівовано 8 жовтня 2019 у Wayback Machine.] (1899)
- Shadowings (1900)
- Japanese Lyrics (1900)
- A Japanese Miscellany (1901)
- Kottō: Being Japanese Curios, with Sundry Cobwebs (1902)
- Kwaidan: Stories and Studies of Strange Things (1903, екранізація: Kwaidan by Masaki Kobayashi)
- Japan: An Attempt at Interpretation [Архівовано 18 липня 2019 у Wayback Machine.] (1904)
- The Romance of the Milky Way and other studies and stories (1905)

### Видання про креольську культуру
- La Cuisine Creole: A Collection of Culinary Recipes (1885)
- Gombo Zhèbes": A Little Dictionary of Creole Proverbs, Selected from Six Creole Dialects. (1885)
- Chita: A Memory of Last Island (1889)
- Creole Sketches (1924, Houghton Mifflin)

### Посмертні антології
- Letters from the Raven; being the correspondence of Lafcadio Hearn with Henry Watkin (1907)
- Includes Letters from the Raven, Letters to a Lady, Letters of Ozias Midwinter
- Leaves from the Diary of an Impressionist (1911, Houghton Mifflin Company)
- Interpretations of Literature (1915, Dodd, Mead and Company)
- Karma (1918)
- On Reading in Relation to Literature (1921, The Atlantic Monthly Press, Inc.)
- Lectures on Shakespeare (1928, Hokuseido Press)
- Insect-musicians and other stories and sketches (1929)
- Japan's Religions: Shinto and Buddhism (1966)
- Books and Habits; from the Lectures of Lafcadio Hearn (1968, Books for Libraries Press)
- Writings from Japan: An Anthology (1984, Penguin Books)
- Lafcadio Hearn's America: Ethnographic Sketches and Editorials (2002, University Press of Kentucky)
- Lafcadio Hearn's Japan: An Anthology of His Writings on the Country and Its People (2007, Tuttle)
- American Writings (2009, Library of America)
- Insect Literature (2015, Swan River Press)

### Переклади
- One of Cleopatra's Nights and Other Fantastic Romances by Théophile Gautier (1882)
- Tales from Theophile Gautier (1888)
- The Crime of Sylvestre Bonnard by Anatole France (1890)
- The Temptation of Saint Anthony by Gustave Flaubert (1910)
- Stories from Emile Zola (1935)
- The tales of Guy de Maupassant (1964)

### Інше
- Stray Leaves From Strange Literature; Stories Reconstructed from the Anvari-Soheili, Baital Pachisi, Mahabharata, Pantchantra, Gulistan, Talmud, Kalewala, etc. (1884, James R. Osgood and Company)
- Some Chinese Ghosts (1887)
- Youma, the Story of a West-Indian Slave (1889)
- Two Years in the French West Indies (1890)